# Chronogaster longicollis
Chronogaster longicollis är en rundmaskart som först beskrevs av Daday 1899.  Chronogaster longicollis ingår i släktet Chronogaster och familjen Leptolaimidae. Inga underarter finns listade i Catalogue of Life.